# Adrian Lister
Adrian Mark Lister (* 1955) ist ein britischer Paläontologe und Paläobiologe.

## Leben
Lister erlangte 1976 den Bachelor of Arts an der University of Cambridge. 1981 wurde er mit der Dissertation Evolutionary Studies on Pleistocene Deer an derselben Universität zum Ph.D. promoviert. Von 1981 bis 1982 war er Stipendiat des Europäischen Austauschprogramms der Royal Society an der Universität Aix-Marseille in Frankreich und am Senckenberg Forschungsinstitut in Frankfurt am Main. Von 1982 bis 1985 war er wissenschaftlicher Mitarbeiter am Girton College in Cambridge. Von 1986 bis 1991 war er Forschungsassistent am University College London. Von 1992 bis 1997 war er Dozent, von 1997 bis 2002 war er Reader und von 2002 bis 2007 war er Professor für Paläobiologie am University College London. Seit 2007 ist er Honorarprofessor.
Von 1992 bis 1996 war er Forscher des Biotechnology and Biological Sciences Research Council am Natural History Museum in London. Seit 2007 ist er Forschungsleiter in der paläontologischen Abteilung.
Listers Forschung konzentriert sich hauptsächlich auf das Quartär bis hin zu rezenten Großsäugern, mit besonderer Berücksichtigung von Hirschen und Elefanten (einschließlich Mammuts). Zu seinen Projekten zählen oder zählten die Verzwergung endemischer Säugetierarten (insbesondere Elefanten und Hirsche) auf den Mittelmeerinseln im Quartär, der Zeitpunkt und die Ursachen des Aussterbens großer Säugetierarten (Megafauna) im späten Quartär durch Kartierung der sich verändernden Verbreitungsgebiete von Säugetierarten im Verhältnis zur Vegetation und zum Menschen sowie auf die Muster der Artbildung und Anpassung bei fossilen Säugetieren.
1985 beschrieb er mit Gerhard Storch das fossile Säugetier Leptictidium nasutum aus dem Eozän. 2001 fungierte er als  wissenschaftlicher Berater bei der Dokumentarreihe Die Erben der Saurier und 2012 bei der BBC-Dokumentation Woolly Mammoth: Secrets from the Ice.

## Schriften (Auswahl)
- mit Paul G. Bahn: Mammoths, 1994 (Neuauflage unter dem Titel Mammoths: Giants of the Ice Age, 2007, deutsch: Mammuts: Riesen der Eiszeit, 1997, deutsche Übersetzung der Neuauflage 2009)
- mit Lynn Rothschild: Evolution on Planet Earth: Impact of the Physical Environment, 2003
- mit Martin Ursell (Illustrator): The Ice Age Tracker’s Guide, 2010
- Mammoths & Mastodons of the Ice Age, 2014
- Mammoths: Ice Age Giants, 2014
- Darwin’s Fossils: Discoveries that Shaped the Theory of Evolution, 2018